# Broad Cairn
Broad Cairn är ett berg i Storbritannien.   Det ligger i kommunen Angus och riksdelen Skottland, i den norra delen av landet, 600 km norr om huvudstaden London. Toppen på Broad Cairn är 998 meter över havet, eller 65 meter över den omgivande terrängen. Bredden vid basen är 0,73 km.
Terrängen runt Broad Cairn är huvudsakligen kuperad.Runt Broad Cairn är det glesbefolkat, med 12 invånare per kvadratkilometer. Närmaste större samhälle är Ballater, 19,4 km nordost om Broad Cairn. I omgivningarna runt Broad Cairn växer i huvudsak blandskog.